# Phragmipediinae
De Phragmipediinae vormen een subtribus van de Phragmipedieae, een tribus van de orchideeënfamilie (Orchidaceae)
De subtribus bevat slechts één geslacht met zes soorten.
Het zijn terrestrische, epifytische en lithofytische orchideeën uit Centraal- en Zuid-Amerika.
Voor een beschrijving van deze subtribus, zie de geslachtsbeschrijving.

## Geslachten
- Phragmipedium

Tribus: Cypripedieae 

Subtribus: Cypripediinae · Geslacht: Cypripedium 

Subtribus: Paphiopedilinae · Geslacht: Paphiopedilum 

Tribus: Mexipedieae 

Subtribus: Mexipediinae · Geslacht: Mexipedium 

Tribus: Phragmipedieae 

Subtribus: Phragmipediinae · Geslacht: Phragmipedium 

Tribus: Selenipedieae 

Subtribus: Selenipediinae · Geslacht: Selenipedium